# Baloncesto Masculino en los Juegos Panafricanos de 2015
El Baloncesto Masculino en los Juegos Panafricanos de 2015 se llevó a cabo del 9 al 18 de septiembre de 2015 en la capital Brazzaville y contó con la participación de 9 naciones del continente africano luego de que tres participantes abandonaran el torneo.
Angola venció en la final a Egipto para ganar la medalla de oro por cuarta ocasión.

## Participantes
| Grupo A                                         | Grupo B                                                 |
| ----------------------------------------------- | ------------------------------------------------------- |
| Angola Congo Cabo Verde Egipto Gabón Seychelles | Argelia Camerún Costa de Marfil Malí Mozambique Nigeria |

## Fase de grupos

### Grupo A
| País       | J                  | G                  | E                  | PF                 | PC                 | PD                 | Pts                |
| ---------- | ------------------ | ------------------ | ------------------ | ------------------ | ------------------ | ------------------ | ------------------ |
| Angola     | 4                  | 4                  | 0                  | 352                | 224                | +128               | 8                  |
| Egipto     | 4                  | 3                  | 1                  | 331                | 241                | +90                | 7                  |
| Congo      | 4                  | 2                  | 2                  | 254                | 258                | -4                 | 6                  |
| Gabón      | 4                  | 1                  | 3                  | 245                | 340                | −95                | 5                  |
| Seychelles | 4                  | 0                  | 4                  | 192                | 311                | -119               | 4                  |
| Cabo Verde | Abandonó el Torneo | Abandonó el Torneo | Abandonó el Torneo | Abandonó el Torneo | Abandonó el Torneo | Abandonó el Torneo | Abandonó el Torneo |

| Equipo 1   | Resultado | Equipo 2   |
| ---------- | --------- | ---------- |
| Seychelles | 43-69     | Congo      |
| Angola     | 74-63     | Egipto     |
| Egipto     | 78-48     | Seychelles |
| Gabón      | 49-104    | Angola     |
| Seychelles | 54-71     | Gabón      |
| Egipto     | 75-53     | Congo      |
| Seychelles | 47-93     | Angola     |
| Congo      | 67-59     | Gabón      |
| Gabón      | 66-115    | Egipto     |
| Congo      | 65-81     | Angola     |

### Grupo B
| País            | J                  | G                  | P                  | PF                 | PC                 | PD                 | Pts                |
| --------------- | ------------------ | ------------------ | ------------------ | ------------------ | ------------------ | ------------------ | ------------------ |
| Nigeria         | 3                  | 3                  | 0                  | 219                | 117                | +4                 | 6                  |
| Malí            | 3                  | 2                  | 1                  | 178                | 181                | -3                 | 5                  |
| Mozambique      | 3                  | 1                  | 2                  | 169                | 194                | -25                | 4                  |
| Costa de Marfil | 3                  | 0                  | 3                  | 170                | 184                | -14                | 5                  |
| Camerún         | Abandonó el Torneo | Abandonó el Torneo | Abandonó el Torneo | Abandonó el Torneo | Abandonó el Torneo | Abandonó el Torneo | Abandonó el Torneo |
| Argelia         | Abandonó el Torneo | Abandonó el Torneo | Abandonó el Torneo | Abandonó el Torneo | Abandonó el Torneo | Abandonó el Torneo | Abandonó el Torneo |

| Equipo 1        | Resultado | Equipo 2        |
| --------------- | --------- | --------------- |
| Malí            | 59-76     | Nigeria         |
| Mozambique      | 64-62     | Costa de Marfil |
| Costa de Marfil | 57-60     | Malí            |
| Nigeria         | 81-64     | Mozambique      |
| Costa de Marfil | 51-60     | Nigeria         |
| Malí            | 54-43     | Mozambique      |

## Fase final

### 7º Lugar
| Equipo 1        | Resultado | Equipo 2 |
| --------------- | --------- | -------- |
| Costa de Marfil | 70-51     | Gabón    |

### 5º Lugar
| Equipo 1   | Resultado | Equipo 2 |
| ---------- | --------- | -------- |
| Mozambique | 79-69     | Congo    |

### Semifinales
| Equipo 1 | Resultado | Equipo 2 |
| -------- | --------- | -------- |
| Angola   | 76-62     | Malí     |
| Egipto   | 61-60     | Nigeria  |

### Medalla de Bronce
| Equipo 1 | Resultado | Equipo 2 |
| -------- | --------- | -------- |
| Malí     | 55-57     | Nigeria  |

### Medalla de Oro
| Equipo 1 | Resultado | Equipo 2 |
| -------- | --------- | -------- |
| Angola   | 83-73     | Egipto   |

## Posiciones finales
| # | País                | Récord |
| - | ------------------- | ------ |
|   | Angola              | 6-0    |
|   | Egipto              | 4-2    |
|   | Nigeria             | 4-1    |
| 4 | Mali                | 2-3    |
| 5 | Mozambique          | 2-2    |
| 6 | República del Congo | 2-3    |
| 7 | Costa de Marfil     | 1-3    |
| 8 | Gabón               | 1-4    |
| 9 | Seychelles          | 0-4    |